# بنجامین فاس
بنجامین فاس (انگلیسی: Benjamin Fuß؛ زادهٔ ۲۸ ژوئن ۱۹۹۰) بازیکن فوتبال اهل آلمان است.
از باشگاه‌هایی که در آن بازی کرده‌است می‌توان به باشگاه فوتبال تسویکاو و باشگاه فوتبال کارل زایس ینا اشاره کرد.